# Berliner Energieagentur
Die Berliner Energieagentur GmbH (BEA) soll als unabhängiger Dienstleister mit Schwerpunkt Berlin Energiesparpotenziale – vor allem im Gebäudebereich – erschließen und den Einsatz erneuerbarer Energien vorantreiben.
Sie wurde 1992 auf Initiative des Berliner Abgeordnetenhauses gegründet. Dem ging ein Antrag der Fraktionen der Alternativen Liste und der SPD voraus.

## Organisation
Gesellschafter sind zu gleichen Teilen das Land Berlin, die Vattenfall Wärme Berlin AG, die GASAG AG und die KfW Bankengruppe. Der Umsatz betrug laut Geschäftsbericht 2016 12,8 Millionen Euro. Die BEA beschäftigt 46 Mitarbeiter (Stand: Juli 2016). Seit 1997 ist Michael Geißler Geschäftsführer der BEA. Kunden sind die Wohnungs- und Gebäudewirtschaft, Industrieunternehmen und Gewerbebetriebe sowie die öffentliche Hand.

## Geschäftsbereiche
Im Geschäftsbereich Contracting betreibt die BEA im Berliner Stadtgebiet über 80 eigene Blockheizkraftwerke (BHKW) zur Versorgung von Gebäuden mit Strom und Wärme, außerdem einige Solarthermie- und Photovoltaikanlagen. Insgesamt betreibt die Berliner Energieagentur mittlerweile 58 Sonnenstromanlagen mit einer installierten Gesamtleistung von rd. 4,4 MWp. Beispiele sind die PV-Anlagen auf der Max-Schmeling-Halle und dem Roten Rathaus in Berlin.
Beim Berliner Großmarkt betreibt die BEA eine der größten Solarstromanlagen in Berlin und entwickelt für das Gelände ein integriertes Energiekonzept, um den Energieverbrauch vor Ort zu senken und gleichzeitig den erzeugten Sonnenstrom vor Ort zu verwenden.
Der Geschäftsbereich Consulting entwickelt Informationskampagnen, Energiespar-Konzepte und setzt Effizienzprojekte in Gebäuden um. Die BEA ist u. a. Projektmanager für die Berliner Energiesparpartnerschaften, ein in Berlin entwickeltes Energiespar-Contracting-Modell für derzeit rund 1300 öffentliche Gebäude in der Hauptstadt. Im Auftrag des Berliner Senates entwickelte die BEA das „Energiekonzept 2020“, in dem Wege zu einer effizienten und bedarfsorientierten Energieversorgung aufgezeigt werden.
Die Erfahrungen aus Deutschland überträgt der Geschäftsbereich Internationaler Know-how-Transfer in Form von konkreten Projekten und Beratungsleistungen in andere Regionen der Welt, vor allem in Schwellenländern und in Südosteuropa.